# Green Grass

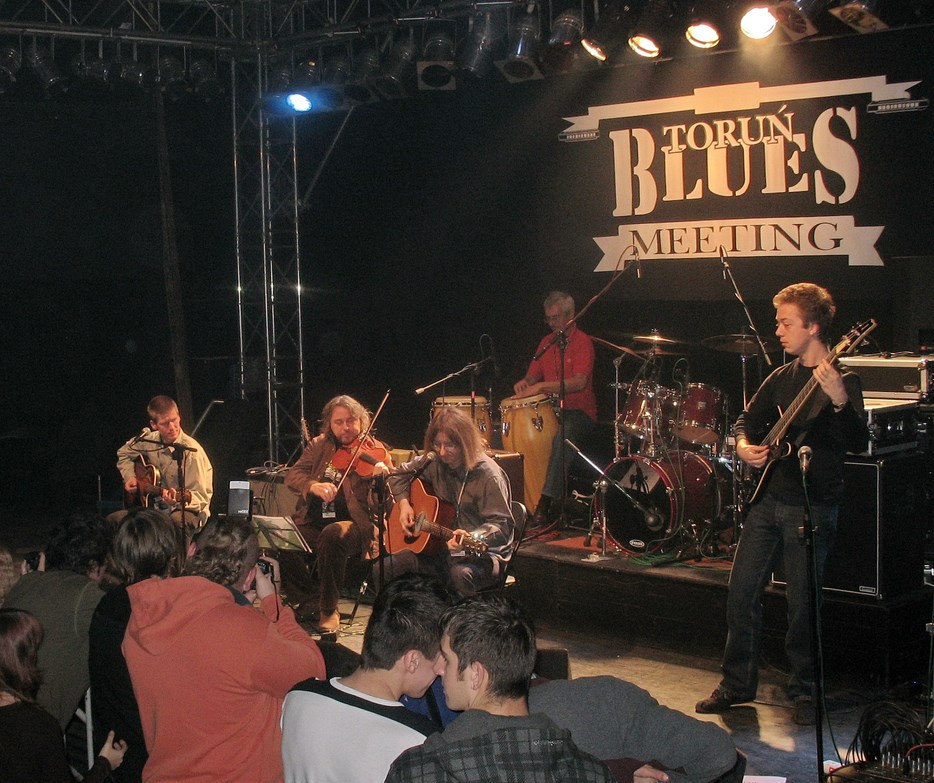
Ban nhạc Green Grass trên sân khấu (2007)

Green Grass là ban nhạc blues Ba Lan thành lập năm 1989 tại Bydgoszcz. Ban đầu ban nhạc gồm có ba thành viên:Jacek Herzberg - guitar và hát, Radosław Gaca - guitar, Mariusz Siejka - bass.

## Thành viên theo các thời kỳ
Năm 1990, Radosław Gaca và Mariusz Siejek rời khỏi ban nhạc. Năm 1991, Jacek Herzberg tuyển thành viên ban nhạc gồm:
- Jacek Herzberg - guitar và hát,
- Roman Wiśniewski - guitar,
- Andrzej Neumann - bass guitar,
- Jarosław Koźbiał - trống,
- Grzegorz Kargól - harmonica.

Ban nhạc duy trì đội hình này cho đến năm 1997. Đồng thời, ban nhạc hòa tấu hợp tác với: nghệ sĩ dương cầm Wojciech Hamkało (1992 - 1993), nghệ sĩ harmonica Paweł Marcin Szymański (1993 - 1994), nghệ sĩ harmonica Jacek "Woda" Stachurski (1995 - 1997).
Từ năm 1998 đến năm 2002, ban nhạc gồm có:
- Jacek Herzberg - guitar và hát,
- Marcin Grabowski - double bass,
- Piotr Gosiewski - guitar,
- Miłosz Karczewski - trống,
- Michał Kielak - harmonica.

Năm 2000 có thêm các thành viên: Tomasz Kotowski - đàn piano, Tomasz Gluska - kèn trumpet, Krzysztof Węgierski - kèn trumpet, Marcin Muras - trombone.
Năm 2003, ban nhạc gồm các thành viên: Jacek Herzberg - guitar và hát, Dariusz Głowacz - guitar, Jarosław Ignaszak - đàn piano, Tomasz Tabaka - bass, Robert Robaszkiewicz - trống.

## Bài hát và album đã phát hành

### Album
- 1993 Ostatni raz
- 2001 Tańcz z nami
- 2004 One Man Band
- 2007 Blues dla Majki

### Tổng hợp
- 1997 Encyklopedia Muzyki Popularnej - Blues w Polsce
- 2006 Piosenki bydgoskie
- 2008 Antologia Polskiego Bluesa - blues i okolice